# Ina Teutenberg
Ina Teutenberg (Düsseldorf, 28 de octubre de 1974) es una exciclista profesional alemana que destacó como esprínter. Debutó como profesional en el 2000 aunque ya desde mucho antes llevaba consiguiendo resultados destacados. Se retiró en 2013, con 38 años de edad, tras una caída y como consecuencia de ella una mala temporada.
Es la hermana menor de los también ciclistas Sven Teutenberg (exprofesional) y Lars Teutenberg (amateur).

## Biografía
Debutó profesionalmente en el año 2000 con el equipo alemán Red Bull Frankfurt. Si bien ya consiguió anteriormente podiums en los campeonatos alemanes en ruta que la llevaron a debutar en la Grande Boucle en 1999 donde consiguió dos etapas con el equipo de la selección alemana siendo aún amateur.
Al año siguiente marchó al ciclismo estadounidense donde consiguió multitud de victorias en critériums y diversas carreras amateur de dicho país. Ya desde el 2006 comenzó a darse a conocer internacionalmente con victorias en varios países siendo segunda en ese año en la Copa del Mundo.

## Palmarés
1993 (como amateur)
- 2.ª en el Campeonato de Alemania en Ruta

1995 (como amateur)
- 3.ª en el Campeonato de Alemania en Ruta

1999 (como amateur)
- 2 etapas de la Grande Boucle

2000
- 2 etapas de la Women's Challenge
- 1 etapa de la Holland Ladies Tour

2001
- 2 etapas de la Women's Challenge

2002
- 1 etapa de la Holland Ladies Tour
- 2 etapas de la Grande Boucle
- 3 etapas del Tour de l'Aude Femenino, más clasificación por puntos
- 1 etapa del Tour de Turingia femenino

2003
- 2 etapas del Tour de l'Aude Femenino
- 1 etapa de la Holland Ladies Tour

2005
- 2 etapas del Redlands Bicycle Classic
- Wachovia Liberty Classic
- 1 etapa de la Holland Ladies Tour
- Rotterdam Tour

2006
- 1 etapa del Geelong Tour
- 2 etapas del Tour de Nueva Zelanda
- 1 etapa del Novilon Internationale Damesronde van Drenthe
- 2 etapas del Tour de l'Aude Femenino
- 3.ª en el Campeonato de Alemania en Ruta
- 1 etapa del Tour de Feminin-Krásná Lípa
- 2 etapas de la Holland Ladies Tour
- Rotterdam Tour
- 1 etapa del Giro della Toscana Int. Femminile-Memorial Michela Fanini
- 2.ª en la Copa del Mundo

2007
- 4 etapas del Geelong Tour
- 1 etapa del Tour de l'Aude Femenino
- Commerce Bank Liberty Classic
- 1 etapa del RaboSter Zeeuwsche Eilanden
- 2 etapas del Giro de Italia Femenino
- 2 etapas del Trophée d'Or Féminin
- 3.ª en la Copa del Mundo

2008
- 1 etapa del Tour de Nueva Zelanda
- Drentse 8 van Dwingeloo
- 1 etapa del Gracia-Orlová
- 2 etapas del Tour de l'Aude Femenino
- RaboSter Zeeuwsche Eilanden, más 2 etapas
- 4 etapas del Giro de Italia Femenino, más clasificación por puntos
- 3 etapas de La Route de France Féminine
- 3 etapas de la Holland Ladies Tour
- 2 etapas del Giro della Toscana Int. Femminile-Memorial Michela Fanini
- 3.ª en el Ranking UCI

2009
- Tour de Flandes
- Drentse 8 van Dwingeloo
- Ronde van Gelderland
- 1 etapa de la Gracia-Orlová
- 3 etapas del Tour de l'Aude Femenino
- Liberty Classic
- RaboSter Zeeuwsche Eilanden
- 3.ª en el Campeonato de Alemania Contrarreloj
- Campeonato de Alemania en Ruta
- 1 etapa del Giro de Italia
- 2 etapas de La Route de France Féminine
- 1 etapa de la Holland Ladies Tour
- 1 etapa del Giro della Toscana Int. Femminile-Memorial Michela Fanini

2010
- Drentse 8 van Dwingeloo
- Tour de la Isla de Chongming, más 2 etapas
- Tour de la Isla de Chongming Copa del Mundo
- 3 etapas del Tour de l'Aude Femenino
- Liberty Classic
- 1 etapa del Giro del Trentino Alto Adige-Südtirol
- 4 etapas del Giro de Italia Femenino
- 1 etapa de La Route de France Féminine
- 1 etapa de la Holland Ladies Tour

2011
- 1 etapa del Tour de Nueva Zelanda Femenino
- 1 etapa del Energiewacht Tour
- Ronde van Gelderland
- Tour de la Isla de Chongming, más 1 etapa
- Tour de la Isla de Chongming Copa del Mundo
- 1 etapa del Giro del Trentino Alto Adige-Südtirol
- 3.ª en el Campeonato de Alemania Contrarreloj
- Campeonato de Alemania en Ruta
- 2 etapas del Giro de Italia Femenino
- 1 etapa del Tour de Turingia femenino
- 2 etapas del Giro della Toscana Int. Femminile-Memorial Michela Fanini
- 3.ª en el Campeonato Mundial en Ruta

2012
- Energiewacht Tour, más 2 etapas
- Gran Premio Ciclista de Gatineau
- 1 etapa del The Exergy Tour
- Liberty Classic
- 1 etapa de la Emakumeen Euskal Bira
- 3.ª en el Campeonato de Alemania Contrarreloj
- 2 etapas del Tour de Turingia femenino
- 2 etapas de la BrainWash Ladies Tour

## Resultados en Grandes Vueltas y Campeonatos del Mundo
Durante su carrera deportiva ha conseguido los siguientes puestos en las Grandes Vueltas femeninas y en los Campeonatos del Mundo en carretera:
| Carrera              | 1998 | 1999 | 2000 | 2001 | 2002 | 2003 | 2004 | 2005 | 2006 | 2007 | 2008 | 2009 | 2010 | 2011 | 2012 | 2013 |
| -------------------- | ---- | ---- | ---- | ---- | ---- | ---- | ---- | ---- | ---- | ---- | ---- | ---- | ---- | ---- | ---- | ---- |
| Giro de Italia       | -    | -    | -    | -    | -    | -    | -    | -    | -    | 91.ª | 72.ª | 62.ª | 65.ª | 53.ª | Ab.  | -    |
| Tour de l'Aude       | -    | -    | -    | -    | 4.ª  | 58.ª | -    | -    | 48.ª | 51.ª | 34.ª | 25ª  | 46ª  | X    | X    | X    |
| Grande Boucle        | Ab.  | Ab.  | Ab.  | -    | 57.ª | -    | X    | -    | -    | -    | -    | -    | X    | X    | X    | X    |
| Mundial en Ruta      | -    | -    | -    | -    | -    | -    | -    | -    | -    | -    | -    | Ab.  | Ab.  | 3ª   | 70.ª | -    |
| Mundial Contrarreloj | -    | -    | -    | -    | -    | -    | -    | -    | -    | -    | -    | -    | -    | 11.ª | 6.ª  | -    |

-: no participa

Ab.: abandono

X: ediciones no celebradas

## Equipos
- Red Bull Frankfurt (2000)
- Saturn (2001-2003)
- T-Mobile/Team High Road/Columbia/HTC/Specialized (2005-2012)
  - T-Mobile Professional Cycling Team (2005-2006)
  - T-Mobile Women (2007-2008) (hasta el 3 de julio)
  - Columbia Women (2008)
  - Team Columbia Women (2009)
  - HTC-Columbia Women (2010)
  - HTC Highroad Women (2011)
  - Team Specialized-Lululemon (2012)
  - Specialized-Lululemon (2013)